# Вольная борьба на летних Олимпийских играх 1948 — до 73 кг
Соревнования по вольной борьбе в рамках Олимпийских игр 1948 года в полусреднем весе (до 73 килограммов) прошли в Лондоне с 29 по 31 июля 1948 года в «Empress Hall».
Турнир проводился по системе с начислением штрафных баллов. За чистую победу штрафные баллы не начислялись, за победу по очкам борец получал один штрафной балл, за поражение по очкам со счётом 2-1 два штрафных балла, за поражение со счётом 3-0 или чистое поражение — три штрафных балла. Борец, набравший пять штрафных баллов, из турнира выбывал. Борцы, вышедшие в финал, проводили встречи между собой. В случае, если они уже встречались в предварительных встречах, такие результаты зачитывались. Схватка по регламенту турнира продолжалась 15 минут. Если в течение первых шести минут не было зафиксировано туше, то судьи могли определить борца, имеющего преимущество. Если преимущество никому не отдавалось, то назначалось шесть минут борьбы в партере, при этом каждый из борцов находился внизу по три минуты (очередность определялась жребием). Если кому-то из борцов было отдано преимущество, то он имел право выбора следующих шести минут борьбы: либо в партере сверху, либо в стойке. Если по истечении шести минут не фиксировалась чистая победа, то оставшиеся три минуты борцы боролись в стойке.
В полусреднем весе боролись 16 участников. Безусловным фаворитом был чемпион Европы 1946 года по вольной борьбе и чемпион Европы 1947 года по греко-римской борьбе Яшар Догу. Соперники ничего не могли противопоставить турецкому борцу, который полностью доминировал по ходу турнира, одержав до финала пять чистых побед и одну единогласным решением судей. В финале Догу также чисто победил австралийца Ричарда Гаррарда. Третье место досталось американцу Ли Мерриллу, выбывшему в шестом круге. 

## Призовые места
- Яшар Догу
- Ричард Гаррард
- Ли Меррилл

## Первый круг
| Штрафных баллов | Участник 1          | Результат   | Участник 2            | Штрафных баллов |
| --------------- | ------------------- | ----------- | --------------------- | --------------- |
| 1               | Кальман Шовари      | 3-0         | Алексантери Кейсала   | 3               |
| 1               | Ричард Гаррард      | 3-0         | Вилли Ангст           | 3               |
| 0               | Яшар Догу           | Туше (2:58) | Ананд Бхаргава        | 3               |
| 0               | Аббас Занди         | Туше (4:55) | Эдуардо Эстрада       | 3               |
| 1               | Жан-Баптист Леклерк | 3-0         | Адель Ибрагим Мустафа | 3               |
| 1               | Хван Бён Гван       | 3-0         | Луи Кюло              |                 |
| 1               | Ли Меррилл          | 3-0         | Гарри Пис             | 3               |
| 1               | Франц Вестергрен    | 2-1         | Дон Ирвин             | 2               |

## Второй круг
| Штрафных баллов | Участник 1            | Результат    | Участник 2          | Штрафных баллов |
| --------------- | --------------------- | ------------ | ------------------- | --------------- |
| 2               | Ричард Гаррард        | 2-1          | Кальман Шовари      | 3               |
| 4               | Вилли Ангст           | 3-0          | Алексантери Кейсала | 6               |
| 4               | Ананд Бхаргава        | 2-1          | Эдуардо Эстрада     | 5               |
| 0               | Яшар Догу             | Туше (4:05)  | Аббас Занди         | 3               |
| 4               | Адель Ибрагим Мустафа | 2-1          | Хван Бён Гван       | 3               |
| 2               | Жан-Баптист Леклерк   | 3-0          | Луи Кюло            | 6               |
| 2               | Ли Меррилл            | 3-0          | Франц Вестергрен    | 4               |
| 3               | Гарри Пис             | Туше (14:31) | Дон Ирвин           | 5               |

## Третий круг
| Штрафных баллов | Участник 1          | Результат   | Участник 2            | Штрафных баллов |
| --------------- | ------------------- | ----------- | --------------------- | --------------- |
| 4               | Кальман Шовари      | 2-1         | Вилли Ангст           | 7               |
| 2               | Ричард Гаррард      | Туше (2:20) | Ананд Бхаргава        | 7               |
| 0               | Яшар Догу           | Туше (7:39) | Адель Ибрагим Мустафа | 7               |
| 5               | Франц Вестергрен    | 3-0         | Гарри Пис             | 6               |
| 3               | Жан-Баптист Леклерк | 3-0         | Аббас Занди           | 6               |
| 3               | Ли Меррилл          | 3-0         | Хван Бён Гван         | 6               |

## Четвёртый круг
| Штрафных баллов | Участник 1     | Результат   | Участник 2          | Штрафных баллов |
| --------------- | -------------- | ----------- | ------------------- | --------------- |
| 0               | Яшар Догу      | Туше (7:04) | Кальман Шовари      | 7               |
| 2               | Ричард Гаррард | Туше (7:01) | Жан-Баптист Леклерк | 6               |
| 3               | Ли Меррилл     | Пропускал   |                     |                 |

## Пятый круг
| Штрафных баллов | Участник 1 | Результат | Участник 2     | Штрафных баллов |
| --------------- | ---------- | --------- | -------------- | --------------- |
| 4               | Ли Меррилл | 2-1       | Ричард Гаррард | 4               |
| 0               | Яшар Догу  | Пропускал |                |                 |

## Шестой круг
| Штрафных баллов | Участник 1     | Результат | Участник 2 | Штрафных баллов |
| --------------- | -------------- | --------- | ---------- | --------------- |
| 1               | Яшар Догу      | 3-0       | Ли Меррилл | 7               |
| 4               | Ричард Гаррард | Пропускал |            |                 |

## Финал
| Штрафных баллов | Участник 1 | Результат   | Участник 2     | Штрафных баллов |
| --------------- | ---------- | ----------- | -------------- | --------------- |
|                 | Яшар Догу  | Туше (6:45) | Ричард Гаррард |                 |